# Séverine Sigrist
Séverine Sigrist (Tours, 16 de juny de 1973) és una bioquímica, biòloga cel·lular i neurocientífica francesa. Les seves principals investigacions s'han basat en la cerca de tractaments per la diabetis, tot i que ha participat en nombrosos articles neurocientífics. Els seus darrers estudis s'han focalitzat en la creació d'un pàncrees bioartificial.

## Formació
El 1993 es va llicenciar en bioquímica a la Universitat François Rabelais de Tours. Del 1993 al 1996 va realitzar un màster en farmàcia i biotecnologia a la Universitat d'Estrasburg. Finalment, del 1996 al 1999 va dur a terme el doctorat sobre biologia cel·lular i neurociència també a la Universitat d'Estrasburg.

## Carrera científica
Comença la seva carrera científica al Centre Européen d'Étude du Diabète (CEED) l'any 2000 com a responsable d'una investigació sobre el trasplantament d'illots de Langerhans del pàncrees per a pacients amb diabetis tipus 1. El 2005, la nomenen cap del laboratori i inicia noves investigacions per la prevenció i el tractament d'aquesta malaltia. S'encarrega de fer un seguiment dels projectes d'investigació, centrant-se en la cerca de col·laboradors, en l'edició i en la publicació d'articles en revistes internacionals. Al mateix temps, també es dedica a la docència universitària.
Des de 2014 és presidenta d'una agrupació anomenada Biovalley France que promou la innovació i la competitivitat entre empreses dedicades a la salut.
Actualment, Séverine és autora de més de 50 publicacions i diverses patents.

### Projecte empresarial: Defymed
L'any 2011, Séverine crea Defymed. Es tracta d'una empresa emergent (start-up) que té com a objectiu investigar i desenvolupar dispositius mèdics pel tractament de la diabetis; concretament, Defymed és una empresa derivada (spin-off) del Centre européen d'étude du diabète (CEED) que va començar a treballar amb la idea del pàncrees bioartificial el 1996.
Els dispositius desenvolupats per Defymed es troben actualment en fase de prova preclínica avançada.

#### Pàncrees bioartificial
Es tracta d'un dispositiu mèdic que encapsula cèl·lules secretores d'insulina pel tractament de la diabetis tipus 1.
Aquest dispositiu consisteix en una bossa plana circular composta per unes membranes biocompatibles, però no biodegradables que permeten el pas de glucosa i insulina a través d'elles. No permeten el pas d'altres molècules com les molècules del sistema immunitari, per tant, aquestes membranes presenten una permeabilitat selectiva. Que les membranes siguin immunoprotectores (no deixen passar anticossos) evita la necessitat d'administrar immunosupressors a pacients de teràpia cel·lular.

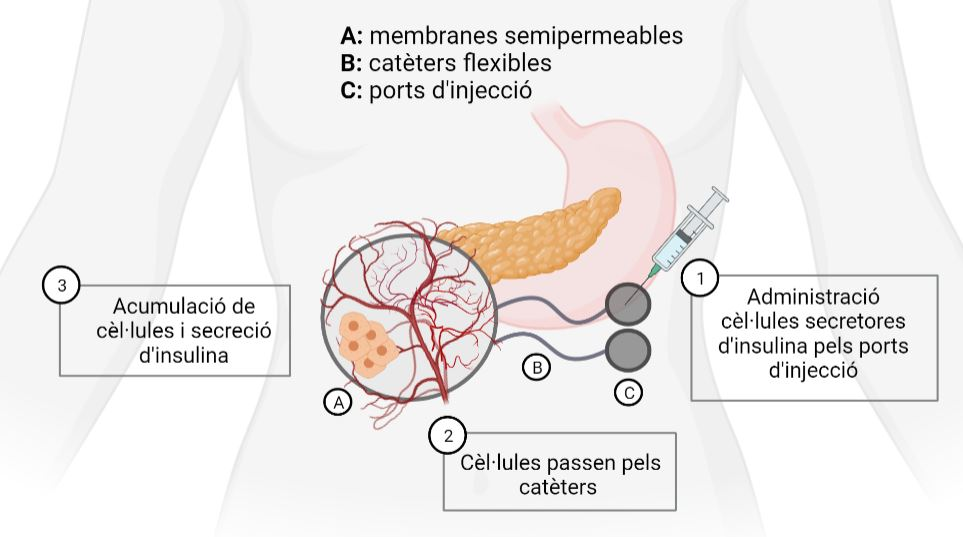
Esquema de les parts i el funcionament del pàncrees bioartificial

El dispositiu està format per uns ports d'injecció subcutanis que conformen un sistema d'entrada i sortida. Aquests ports estan units a uns catèters flexibles que connecten amb la bossa plana de membranes semipermeables. A través dels ports d'injecció es poden administrar les cèl·lules secretores d'insulina que pels catèters flexibles arribaran a la bossa de membranes semipermeables.
La instal·lació d'aquest dispositiu consisteix a implantar-lo buit per permetre la vascularització al seu voltant i la seva cicatrització, evitant així, la hipòxia cel·lular en el moment de la injecció. És a dir, interessa tenir vasos sanguinis envoltant el dispositiu perquè aquests puguin proporcionar oxigen a les cèl·lules que hi haurà a l'interior. Un cop vascularitzat, el sistema d'entrada/sortida permet una fàcil inserció i posterior substitució de les cèl·lules sense haver de recuperar tot el dispositiu, perllongant la seva vida útil i evitant les cirurgies repetides.
Per tant, aquest dispositiu proporciona un accés il·limitat de cèl·lules secretores d'insulina per la possibilitat de substitució de les cèl·lules i la possibilitat d'injectar cèl·lules mare. D'aquesta manera, s'evita la dependència a les donacions humanes. A més, el fet d'administrar directament les cèl·lules secretores d'insulina permet l'autoregulació dels nivells de glucosa.
Altrament, aquest dispositiu es pot utilitzar per a altres finalitats com, per exemple, pel tractament de l'hemofília A. En comptes d'encapsular cèl·lules secretores d'insulina es poden encapsular cèl·lules secretores del factor VIII de coagulació. Així doncs, aquest dispositiu mèdic passaria de ser un pàncrees bioartificial a ser un òrgan bioartificial amb múltiples funcions adaptable a diferents patologies.

#### Dispositiu d'administració d'insulina
Es tracta d'un dispositiu mèdic per l'administració fisiològica d'insulina. La idea és que aquest aparell administri insulina de manera instantània amb una injecció intraperitoneal subcutània. Està compost, igual que el pàncrees bioartificial, per una membrana biocompatible però no biodegradable amb permeabilitat selectiva únicament per la insulina.
Aquest dispositiu podria ser adaptable a més patologies i tractaments, ja que, a part d'insulina, podria injectar fàrmacs o altres molècules.
El gener de 2022, Defymed rep l'aprovació per començar amb l'assaig en fases clíniques. La primera fase clínica té com a objectiu validar el benefici de l'administració d'insulina fisiològica en pacients diabètics a més d'avaluar els riscos, la seguretat i la tolerància a aquest nou dispositiu. Es preveu que aquesta primera fase tingui una duració d'uns divuit mesos. Concretament, aquest estudi està pensat per pacients amb diabetis de tipus 1 que no responen correctament a l'administració subcutània d'insulina i que pateixen grans variacions en els nivells de glucosa en sang.

## Investigacions científiques
Malgrat totes les investigacions, encara avui dia no es coneixen les causes exactes de la diabetis de tipus 1. Séverine planteja 3 factors: el factor genètic, l'autoimmunitat i factors ambientals com l'alimentació i l'estrès. Respecte al factor de l'alimentació, ella afirma que actualment és un problema a escala de quantitat i qualitat. Molta de la fruita i verdura actual conté menys antioxidants que la d'abans, provocant que les cèl·lules beta del pàncrees (secretores d'insulina) es vegin més afectades a l'estrès oxidatiu. A això, hauríem d'afegir-li l'ús de pesticides en els aliments.
Per conseqüència, moltes de les investigacions de Séverine se centren en els antioxidants.

## Premis
L'any 2010, Séverine va guanyar el concurs nacional d'ajuda a la creació d'empreses innovadores en la categoria d'emergència. Un any més tard, va tornar a convertir-se en guanyadora del mateix premi, però en la categoria de creació i desenvolupament. El 2012, se li va atorgar el trofeu d'or femení en la categoria de dona d'or de la innovació. L'any 2013, fou nomenada Dama de la Legió d'Honor i un any més tard fou guardonada per les seves investigacions en el CEED amb el premi Irène-Joliot-Curie en la categoria de trajectòria de dona emprenedora. Finalment, l'any 2018 va quedar finalista en els premis de Woman Innovator in EU.